# Margaret Crosby
Margaret „Missy“ Crosby (* 14. August 1901 in Minnesota; † 30. Juli 1972 in Hanover, New Hampshire) war eine US-amerikanische Klassische Archäologin und Epigraphikerin.

## Leben und Leistungen
Margaret Crosbys Vater John Crosby (1867–1962) war ein wohlhabender Jurist und Geschäftsmann sowie Freund des US-Außenministers Henry L. Stimson. Sie wuchs in Minnesota auf. Während einer Urlaubsreise mit der Familie bekam sie als achtjähriges Mädchen von einem englischen Seemann den Spitznamen „Missy“ verliehen, der von nun an der allgemein genutzte Rufname werden sollte. Sie verbrachte eine körperlich aktive Kindheit und Jugend, zu der unter anderen Wandern und Bergsteigen gehörten. 1922 erlangte sie – wie auch Virginia Grace – ihren Bachelor of Arts am Bryn Mawr College. Anschließend studierte sie zwei Jahre lang in Europa. Zu dieser Zeit legte sie noch einen Schwerpunkt auf die Alte Geschichte. Nach der Rückkehr aus Europa begann sie ein Promotionsstudium an der Yale University. Ein erster Grabungsaufenthalt führte sie als erste weibliche Archäologin nach Dura Europos, wo sie anders als ihre männlichen Kollegen nicht nur nicht bezahlt wurde, sondern auch ihre Reisekosten selbst tragen musste. In Dura Europos war sie unter anderem an den Ausgrabungen beteiligt, aber auch als Epigraphikerin tätig. Nach der Grabungssaison in Syrien wechselte Crosby endgültig von der Geschichtswissenschaft zur Archäologie.
Nachdem Crosby 1934 ihren Ph.D. an der Yale University erlangt hatte, wurde sie Mitglied (Fellow) der Agora-Grabung der American School of Classical Studies at Athens. Zunächst von 1935 bis 1939 nahm sie jedes Jahr an den Grabungskampagnen in Athen teil. Meist war sie dabei den gesamten, im Allgemeinen fünf Monate umfassenden, Zeitraum über vor Ort tätig. Sie führte in dieser Zeit die Aufsicht über die eigentlichen Ausgrabungen. Die Agora-Grabung war zu ihrer Zeit eine überaus moderne Unternehmung, die nicht nur vielen jungen Nachwuchsarchäologen den Einstieg in eine weitere Karriere bescherte, es war zudem eine Grabung, bei der auch Frauen von Beginn an eine große Rolle spielten und leitende Funktionen übernahmen. Schon in der zweiten Grabungssaison 1932 war die Hälfte des wissenschaftlichen Personals weiblich. Zu den jungen Archäologen dieser Zeit gehörten neben Crosby Homer A. Thompson, Lucy Talcott, Eugene Vanderpool, Benjamin Dean Meritt, Dorothy Burr, Alison Frantz, Virginia Grace, Piet de Jong, Rodney Young und Ioannis „John“ Travlos, die der Grabung oft über Jahrzehnte treu blieben. Nach Ausbruch des Zweiten Weltkriegs arbeitete Crosby als Code Girl für die von Rodney Young begründete und von Carl Blegen geleitete Griechenland-Abteilung des Office of Strategic Services. Zur Abteilung gehörten eine Reihe von Archäologen und Archäologinnen, darunter auch ihre Kollegin Alison Frantz von der Agora-Grabung. Der Schwerpunkt ihrer Arbeit lag in der Entzifferung von Texten, einer Fähigkeit, die sich als Epigraphikerin schon bei der Lesung antiker Texte ausgebildet und geschult hatte. Zwischen Juni und November 1944 war sie Verbindungsoffizierin für das OSS in Kairo. Im November 1944 kehrte sie zur Griechenlandabteilung des OSS zurück und ging mit dieser nach Athen, wo sie für die Organisation bis Mai 1945 arbeitete.
Nachdem die Arbeiten auf der Agora 1946 wieder aufgenommen wurden, kehrte auch Crosby zur Grabung zurück. Erneut nahm sie ihre Stelle als Grabungsaufseherin ein und blieb in dieser Position auch weiterhin bis 1955 immer die ganze Grabungssaison vor Ort. 1946 übernahm sie zudem für ein Jahr die Pflichten von Lucy Talcott bei der Fundaufnahme. Wissenschaftlich befasste sie sich vor allem mit den Inschriften und der Metrologie. 1965 legte sie mit Mabel Lang die auf der Agora gefundenen Gewichte und Maße vor; bis heute ist das Buch eines der Standardwerke auf dem Gebiet der antiken Metrologie. Auch in Griechenland widmete sie sich weiter ihren schon in der Kindheit gepflegten Hobbys und bestieg fast alle der höchsten Berge in Griechenland. Im Laufe ihrer Karriere überschritt sie bei ihren Arbeiten immer wieder die bis dato unausgesprochen geltenden Geschlechterregeln und war somit eine Pionierin in der Männerdomäne Archäologie. Das zeigte sich unter anderem auch darin, dass sie anders als die meisten ihrer Kolleginnen auf der Agora-Grabung wirklich aktiv an den Grabungen beteiligt war und nicht in einem der Arbeitsbereiche wie der Fotografie (Frantz) oder Fundaufnahme (Talcott). Zu Beginn der 1960er Jahre beendete sie ihre aktive Arbeit für die Agora-Grabung und widmete sich von nun an ihrer Familie, Freunden, der Gartenarbeit und Reisen. Sie blieb der Agora-Grabung dennoch weiterhin freundschaftlich verbunden und beteiligte sich etwa 1965 an der Finanzierung der Untersuchungen der Gebäude an der Südseite der Agora. Seit 1962 lebte sie in Barnard, Vermont und verstarb in einem Altenheim in Hanover, New Hampshire.

## Schriften (Auswahl)
- Greek Inscriptions In: The American Excavations in the Athenian Agora: Twelfth Report. In: Hesperia 6, 1937, S. 442–468
- A Silver Ladle and Strainer. In: American Journal of Archaeology 47, 1943, S. 209–216
- mit Mabel Lang: Weights, Measures and Tokens (= Agora, Band 10). The American School of Classical Studies at Athens, Princeton 1964.[4]